# Elodia Zaragoza-Turki
Elodia Zaragoza-Turki, nacida Elodia Zaragoza Jover (Valencia,1939 - Túnez, 1 de diciembre de 2020) fue una escritora, poeta y editora española.

## Biografía
Elodia Zaragoza nació en una cárcel de Valencia. Acababa de estallar la guerra civil en España y su madre, la anarquista Amelia Jover Velasco, fue arrestada por las tropas franquistas y llevada a prisión en Alicante cuando se encontraba embarazada. Tras el parto, Amelia Jover se disfrazó de enfermera y logró escapar de la cárcel con su hija en brazos y así atravesó los Pirineos.  
Una vez en Francia, fueron a parar al campo de concentración de Argelés-Sur-Mer donde tuvo noticias de que su marido al que creía muerto, Antonio Zaragoza, estaba vivo. Antonio Zaragoza era oficial del ejército republicano y consiguió escapar a Túnez con el único submarino que integraba la flota republicana que abandonó Cartagena el 6 de marzo de 1939. Poco tiempo después, madre e hija consiguieron llegar a Túnez, después de bastantes trámites y con el permiso de las autoridades francesas, ya que en esos años el país era una de sus colonias.
Elodia Zaragoza creció en Túnez y durante su juventud se dedicó a la natación, y en los años 50 llegó a ser campeona nacional en todas las distancias. En 1960 participó en los Juegos Olímpicos de Roma, representando a Francia.
Se casó con el tunecino Brahim Turki, hermano de los renombrados pintores Zoubeir y Hédi Turki. Brahim se hizo diplomático y juntos recorrieron los diversos países donde fue nombrado, hasta que fue embajador en Francia, de 1989 a 1991.
Elodia Zaragoza comenzó en París su carrera literaria. Durante varios años dirigió la sección de poesía de la editorial, librería y galería Racine de París.
Escribió sus obras en francés, aunque de su autobiografía, La Chiqueta, hay una versión en castellano. Le gustaban los juegos de palabras y compuso un lipograma titulado L'infini désir de l'ombre.
Fue una desconocida en España, sin embargo en Francia y Túnez fue reconocida su obra. De sus poemas dijo la crítica que reflejan una madurez emocional y la tranquilidad de una aventurera de las pequeñas y grandes cosas de la vida. En cada una de sus frases y palabras hay una invitación a reflexionar, por muy sencillo o simple que parezca. Su poesía es trascendental y maneja las palabras con delicadeza, precisión y mucha fluidez.
Nació en Valencia, vivió en Francia y en Túnez y por eso tenía los tres pasaportes. Hablaba tres idiomas, francés, árabe y español, aunque este último lo mezclaba con el valenciano heredado de su madre.

## Obra
- De Pierre et d’eau (CDP, 1990)
- Le Charme d’Élie (Souffles, 1993)
- Possibilité antérieure (Le Pont sous l’Eau,1994)
- Al Ghazal (Librairie-Galerie Racine, 1997)
- L’Elle du doute (Librairie-Galerie Racine, 2000)
- Le Plus beau village du monde, avec Pierrick de Chermont, (Librairie-Galerie Racine, 2001)
- Ily Olum (Librairie-Galerie Racine, 2003)
- Que passe une fraîcheur, avec Jean-Marc Riquier (Librairie-Galerie Racine, 2003)
- Ainsi soit Ellil ! ou Les Champs du Paradis, avec Jean-Marc Riquier (Librairie-Galerie Racine, 2004)
- La Chiqueta (Librairie-Galerie Racine, 2004)
- Mains d’ombre (Les Hommes sans Epaules/ éd. Librairie-Galerie Racine, 2012)
- Mains d’ombre, édition bilingue français/arabe, poèmes traduits du français par Habib Boularès (éd. Librairie-Galerie Racine, 2015)
- L’infini Désir de l’ombre (Collection Les Hommes sans Epaules/éd. Librairie-Galerie Racine, 2017)